# アマンディーヌ・ブシャール
アマンディーヌ・ブシャール（Amandine Buchard 1995年7月12日 - ）はフランスのバニョレ出身の柔道家。階級は48 kg級と52 kg級。得意技は肩車と裸絞の変化技ペルビアン・ネクタイ・チョーク。マルティニーク系。

## 人物
2011年のヨーロッパカデ48 kg級で2位になると、世界カデでは準決勝で近藤亜美に崩上四方固で敗れるが3位となった。2013年の世界ジュニアでは準々決勝で山崎珠美と対戦して、指導2でリードされながら終了1秒前に肩車で有効を取って逆転勝ちするものの、準決勝ではルーマニアの選手に終了間際に逆転負けして3位に終わった。団体戦では決勝で日本チームと対戦して、先鋒戦で志々目愛に勝利したものの、チームは2-3で敗れた。グランプリ・アブダビでは、世界チャンピオンであるモンゴルのムンフバット・ウランツェツェグを反則勝ちで破るなどして優勝を飾った。
2014年のグランドスラム・パリでは、ロンドンオリンピックで優勝したブラジルのサラ・メネゼスを有効で破るも、山岸絵美に指導1で敗れて3位だった。世界選手権では初戦でメネゼスを再び破るが、準決勝でアルゼンチンのパウラ・パレトに技ありで敗れたものの3位になった。世界ジュニアでは1階級上の52 kg級に出場して優勝を飾った。団体戦では決勝の日本戦で今大会48 kg級で優勝した世界チャンピオンの近藤亜美と対戦するが、腕挫十字固で敗れてチームも結果的に2位に終わった。2015年のグランプリ・ザグレブには減量がうまくいかずに出場を回避した。世界選手権では2回戦で敗れた。続くグランドスラム・パリでは計量で200 g超過となり失格となった。
この罰則として次の出場予定だったグランドスラム・アブダビとグランプリ・青島への参加は認められなかったが、グランプリ・チェジュより再び国際大会への参加が認められることとなった。しかし、新たな減量計画に取り組み始めたために、グランプリ・チェジュへの出場を見合わせた。2016年3月にはグランプリ・トビリシとグランプリ・サムスンに出場予定だったが、ケガで暫く大会には出場できなくなった。これにより、リオデジャネイロオリンピックへの出場を断念した。また、今後は階級を52 kg級に上げることになった。2017年のグランプリ・デュッセルドルフでは決勝で阿部詩に内股の技ありで敗れて2位だった。2018年のグランドスラム・パリでも決勝で阿部に反則負けを喫した。グランプリ・ザグレブでは決勝で志々目愛に技ありで敗れた。世界選手権では準決勝で阿部に開始早々の腕緘で敗れて3位だった。グランドスラム・大阪では準決勝で角田夏実に合技で敗れて3位だった。ワールドマスターズでも決勝で角田に技ありで敗れた。しかしながら、2018年には世界ランキングの年間1位となった。2019年5月のグランドスラム・バクーでは決勝で志々目愛と対戦した際に、志々目が足を負傷したことにより棄権勝ちとなった。この結果、志々目による対外国選手の連勝記録が57で止まった。
6月のヨーロッパ競技大会では準決勝でコソボのマイリンダ・ケルメンディに技ありで敗れて3位だった。東京で開催された世界選手権では準決勝でロシアのナタリア・クジュティナに敗れると、3位決定戦でも志々目愛に敗れて5位だった。グランドスラム・大阪では決勝で阿部を肩車の技ありで破って優勝した。阿部とは5度目の対戦で初めて勝利することになった。また、阿部が国際大会デビュー戦以来続けてきた対外国選手の連勝記録を48でストップした。ワールドマスターズでは決勝で志々目に10分以上の戦いの末に技ありで敗れた。2020年2月のグランドスラム・デュッセルドルフでは決勝で阿部に反則負けして2位だった。10月のグランドスラム・ブダペストでは優勝した。2021年1月のワールドマスターズでは決勝で志々目に反則勝ちして優勝した。4月のヨーロッパ選手権でも優勝した。7月に日本武道館で開催された東京オリンピックでは準決勝まで全て一本勝ちするも、決勝では阿部にGSに入ってから崩袈裟固(※舟久保固め)で敗れて2位にとどまるも銀メダルを獲得した。2022年の世界選手権では準決勝で阿部に合技で敗れて3位だった。2023年の世界選手権では準々決勝で阿部に大外刈で敗れるも、その後の敗者復活戦を勝ち上がって3位になった。ワールドマスターズでは決勝でコソボのディストリア・クラスニキを破って優勝した。地元で開催されたヨーロッパ選手権でも、決勝でクラスニキを技ありで破って優勝した。2024年の世界選手権では準決勝でイタリアのオデッテ・ジュフリーダに反則負けを喫して3位だった。地元で開催されたパリオリンピックでは準決勝でウズベキスタンのディヨラ・ケルディヨロワに技ありで敗れるも、銅メダルを獲得した。なお、ロサンゼルスオリンピックでは柔道のみならず、7人制ラグビーでも代表を狙うことを明らかにした。2025年のグランドスラム・トビリシでは優勝した。世界選手権では3回戦で阿部詩に反則負けを喫した。
IJF世界ランキングは1330ポイント獲得で1位(2025年6月2日現在)。

## 私生活
レズビアンであることを公表しており、2018年には同じ52㎏級のドイツのニーケ・ノルドメイヤーと同性婚を果たすも、その後ノルドメイヤーとの関係を解消した。

## 主な戦績
48 kg級での戦績
- 2011年 - ヨーロッパカデ選手権　2位
- 2011年 - 世界カデ　3位
- 2012年 - ベルギー国際　ジュニアの部　3位　シニアの部　3位
- 2013年 - グランドスラム・パリ　7位
- 2013年 - ヨーロッパジュニア　5位
- 2013年 - 世界ジュニア　個人戦　3位　団体戦　2位
- 2013年 - グランプリ・アブダビ　優勝
- 2014年 - グランドスラム・パリ　3位
- 2014年 - ヨーロッパ選手権　2位
- 2014年 - 世界選手権　3位
- 2014年 - 世界ジュニア　個人戦　優勝　団体戦　2位
- 2014年 - グランプリ・チェジュ　優勝

52 kg級での戦績
- 2017年 - アフリカオープン・チュニス　優勝
- 2017年 - ベルギー国際　優勝
- 2017年 - グランプリ・デュッセルドルフ　2位
- 2017年 - グランプリ・トビリシ　優勝
- 2017年 - グランドスラム・エカテリンブルグ　3位
- 2017年 - グランドスラム・東京　3位
- 2017年 - ワールドマスターズ　2位
- 2018年 -　グランドスラム・パリ　2位
- 2018年 - グランプリ・トビリシ　優勝
- 2018年 - グランプリ・ザグレブ　2位
- 2018年 -　世界選手権　3位
- 2018年 -　グランドスラム・大阪　3位
- 2018年 -　ワールドマスターズ　2位
- 2019年 - グランプリ・マラケシュ　優勝
- 2019年 - グランドスラム・バクー　優勝
- 2019年 - ヨーロッパ競技大会　3位
- 2019年 - 世界選手権　5位
- 2019年 -　グランドスラム・大阪　優勝
- 2019年 -　ワールドマスターズ　2位
- 2020年 -　グランドスラム・デュッセルドルフ　2位
- 2020年 -　グランドスラム・ブダペスト　優勝
- 2021年 -　ワールドマスターズ　優勝
- 2021年 -　ヨーロッパ選手権　優勝
- 2021年 -　東京オリンピック　2位
- 2021年 -　グランドスラム・アブダビ 優勝
- 2022年 -　グランドスラム・パリ 優勝
- 2022年 -　ヨーロッパ選手権　2位
- 2022年 -　世界選手権　3位
- 2022年 -　ワールドマスターズ　5位
- 2023年 -　グランドスラム・パリ　3位
- 2023年 -　グランドスラム・アンタルヤ 優勝
- 2023年 -　世界選手権　3位
- 2023年 -　グランドスラム・ウランバートル　2位
- 2023年 -　ワールドマスターズ　優勝
- 2023年 -　ヨーロッパ選手権　優勝
- 2024年 -　グランドスラム・タシケント　優勝
- 2024年 - 世界選手権　3位
- 2024年 - パリオリンピック　3位
- 2025年 -　グランドスラム・トビリシ　優勝
- 2025年 -　グランドスラム・ドゥシャンベ　優勝

(出典、JudoInside.com)

## 出演動画番組
- Coffee With Céline - Amandine Buchard - YouTube（Judoチャンネル）2020年4月13日[41][42]